# Aplomera particularis
Aplomera particularis är en tvåvingeart som beskrevs av Collin 1933. Aplomera particularis ingår i släktet Aplomera och familjen dansflugor. Inga underarter finns listade i Catalogue of Life.